# Giovanni Piana
Giovanni Piana (Casale Monferrato, 5 aprile 1940 – Praia a Mare, 27 febbraio 2019) è stato un filosofo e saggista italiano.

## Biografia
Ha insegnato filosofia teoretica all'Università degli Studi di Milano dal 1970 al 1999. Più tardi si è trasferito a Pietrabianca di Sangineto in Calabria, dove ha continuato a scrivere e pubblicare.
È stato allievo di Enzo Paci, con il quale scrisse la sua dissertazione sulle opere inedite di Husserl.
La sua posizione filosofica è caratterizzata dal concetto di fenomenologia  ("strutturalismo fenomenologico") influenzato particolarmente da Husserl, Wittgenstein, e Bachelard. Alcune indicazioni sullo strutturalismo fenomenologico sono contenute nell'articolo in italiano, in inglese e in  tedesco L'idea di uno strutturalismo fenomenologico.
Il suo pensiero è orientato verso la filosofia della conoscenza, la filosofia della musica e i campi della percezione e immaginazione. Allievi di Piana sono stati, in particolare, Paola Basso, Alfredo Civita, Vincenzo Costa, Elio Franzini, Roberto Miraglia, Carlo Serra, Paolo Spinicci.
È stato definito da Remo Bodei "uno dei più acuti e originali filosofi italiani" (in l'Unità, 10 agosto 1988) e da Sergio Moravia "uno dei più interessanti interpreti e prosecutori, in Italia, dell'indirizzo fenomenologico" (in Paese Sera, 11 agosto 1979). Secondo Stefano Cardini, Giovanni Piana deve essere annoverato "tra i più lucidi, originali e fecondi fenomenologi italiani" (in L'idea di Europa e le responsabilità della filosofia). Fulvio Papi ha scritto di lui: "Piana ha vissuto, nel confine tra anni Cinquanta e anni Sessanta, l'esperienza della fenomenologia di Husserl che costituì il centro d'interesse di un grande Maestro come Enzo Paci. Non è il caso qui di tracciare mappe di quelle vicende, credo però che non sarebbe sbagliato sostenere che Piana, in quel gioco delle parti, che è sempre l'apertura di un'esperienza plurale sul suggerimento di un filosofo autentico, si è preso quella del fenomenologo più prossimo ai temi 'duri' di Husserl, agli obbiettivi che stabiliscono la teoreticità della ricerca fenomenologica come tratto distintivo ed essenziale rispetto ad altre figure di pensiero" (in l'Unità, 14 ottobre 1991). Per Marcello La Matina, Giovanni Piana va considerato come "il più illustre filosofo della musica del nostro tempo" (in Il significato della musica, relazione al convegno 'Approcci semiotico-testologici ai testi multimediali', Università di Macerata 16-18 ottobre 2000, p. 5). In un intervento letto durante un convegno tenuto all'Università di Macerata il 12-13 novembre 2015, Elio Franzini ha dichiarato "Piana è a mio parere uno dei pensatori maggiori del dopoguerra italiano: mai prono alle mode, sempre originale e innovativo, come dimostrano i suoi essenziali contributi alla filosofia della musica. In sintesi un maestro in cui si ritrovano sempre momenti di autentico pensiero".
Negli elogi seguiti alla sua morte, Roberta De Monticelli ha descritto Giovanni Piana come "fino a oggi il più grande e vivo maestro della fenomenologia italiana", mentre Stefano Cardini, nel ripercorrere le tappe che hanno portato a Phenomenology Lab,  scrive: "lo stile filosofico di Piana rappresentava il centro di gravità attorno al quale tendevamo a condensare gran parte di quello che di eccellente la fenomenologia italiana aveva fatto, convinti che i suoi meriti, in Italia e all'estero, non fossero stati ancora adeguatamente riconosciuti". 

## Citazioni
(Giovanni Piana, Numero e figura, CUEM, Milano 1997, p. 12)
(Numero e figura, CUEM, Milano 1997, p. 62)

## Pubblicazioni

### Libri
- Esistenza e storia negli inediti di Husserl, Lampugnani Nigri, Milano, 1965. Traduzione inglese di A. Roda, History and Existence in Husserl's Manuscripts, in "Telos", n. 13, 1972.
- I problemi della fenomenologia, Mondadori, Milano, 1966.
- Interpretazione del "Tractatus" di Wittgenstein, Il Saggiatore, 1973. Disponibile in PDF.
- Elementi di una dottrina dell'esperienza, Il Saggiatore, Milano, 1979.
- La notte dei lampi. Quattro saggi sulla filosofia dell'immaginazione, Guerini e Associati, Milano, 1988.
- Filosofia della musica, Guerini e Associati, Milano, 1991.
- Mondrian e la musica, Milano, Guerini e Associati, 1995.
- Teoria del sogno e dramma musicale. La metafisica della musica di Schopenhauer, Guerini e Associati, Milano, 1997.
- Numero e figura. Idee per una epistemologia della ripetizione. Cuem, Milano, 1999.
- Album per la teoria greca della musica Archiviato il 6 maggio 2016 in Internet Archive., 2010.
- Frammenti epistemologici, Lulu.com, 2015.
- Le sue Opere complete, in ventinove volumi, sono racchiuse nei seguenti volumi, disponibili via Amazon:  Vol. I – Elementi di una dottrina dell’esperienza Vol. II – Strutturalismo fenomenologico e psicologia della forma.  Vol. III – La notte dei lampi. Parte prima Vol. IV – La notte dei lampi. Parte seconda Vol. V – Le regole dell’immaginazione Vol. VI – Filosofia della musica Vol. VII – Intervallo e cromatismo nella teoria della musica Vol. VIII – Alle origini della teoria della tonalità  Vol. IX – Teoria del sogno e dramma musicale. La metafisica della musica di Schopenhauer Vol. X – Mondrian e la musica Vol. XI – Saggi di filosofia della musica Vol. XII – Problemi di teoria e di estetica musicale Vol. XIII – Introduzione alla filosofia Vol. XIV – Interpretazione del “Mondo come volontà e rappresentazione” di Schopenhauer Vol. XV – Immagini per Schopenhauer Vol. XVI – Interpretazione del “Tractatus” di Wittgenstein Vol. XVII – Commenti a Wittgenstein Vol. XVIII – Commenti a Hume Vol. XIX – I problemi della fenomenologia Vol. XX – Fenomenologia, esistenzialismo, marxismo Vol. XXI – Saggi su Husserl e sulla fenomenologia Vol. XXII – Stralci di vita Vol. XXIII – Conversazioni sulla “Crisi delle scienze europee” di Husserl Vol. XXIV – Fenomenologia delle sintesi passive Vol. XXV – Numero e figura Vol. XXVI – Frammenti epistemologici Vol. XXVII – Barlumi per una filosofia della musica Vol. XXVIII – Album per la teoria greca della musica. Parte prima Vol. XXIX – Album per la teoria greca della musica. Parte seconda

### Saggi (selezione)
- La fenomenologia come metodo filosofico, Introduzione al volume P. Spinicci, La visione e il linguaggio, Guerini e Associati, Milano 1992. English version: Phenomenology as philosophical method, PDF disponibile qui.
- Immaginazione e poetica dello spazio, in: Metafora Mimesi Morfogenesi Progetto, a cura di E. D'Alfonso e E. Franzini, Guerin e Associati, Milano 1991, pp. 93–100.
- Considerazioni inattuali su T. W. Adorno, Musica/Realtà, XIII, n. 39, (dicembre 1992), pp. 27–53.
- Figurazione e movimento nella problematica musicale del continuo, in: La percezione musicale, Guerini e Associati, Milano, 1993, pp. 11–36.
- Fenomenologia dei materiali e campo delle decisioni. Riflessioni sull'arte del comporre, in: Il canto di Seikilos, Scritti per Dino Formaggio nell'ottantesimo compleanno, Guerini e Associati, Milano 1995, pp. 45–55.
- I compiti di una filosofia della musica brevemente esposti, html, De Musica, 1997.
- Elogio dell'immaginazione musicale, De Musica, 1997.
- La serie delle serie dodecafoniche e il triangolo di Sarngadeva, De Musica 2000.
- Immagini per Schopenhauer (2001)
- Il canto del merlo (1999) - Versione PDF completa dei suoni.
- "Occorre riflettervi ancora". Considerazioni in margine a Fantasia e immagine di Edmund Husserl (2018). http://www.rth.unina.it/index.php/bolfilos/article/viewFile/5925/6466[collegamento interrotto]
- Leggere i poeti. Note in margine a Giovanni Pascoli (2018) - articolo per De Musica

### Traduzioni
- G. Lukács, Scritti di sociologia della letteratura (Milano, 1964)
- H.M. Enzensberger, Questioni di dettaglio (Milano, 1965)
- G. Lukács, Storia e coscienza di classe (Milano, 1967)
- E. Husserl, Ricerche logiche (Milano, 1968)
- E. Husserl, Storia critica delle idee (Milano, 1989)

### Giornate di studio e Call for papers
1. Università degli studi di Milano, Sala Crociera alta di Giurisprudenza. Milano, 7 giugno 2019 La scienza della felicità Una giornata in ricordo di Giovanni Piana
2. Paolo Spinicci: La fenomenologia dell'esperienza in Giovanni Piana - Conferenza concerto a Brescia (24 maggio 2019)
3. Phenomenological Reviews: Call for Papers (in inglese e altre lingue) per la Special issue in memory of Giovanni Piana
4. Eikasia: Numero monografico interamente dedicato a Giovanni Piana (10 paper in spagnolo, 7 in italiano) Archiviato il 24 novembre 2020 in Internet Archive.